# Мпондве
Мпондве (Mpondwe) — город на западе Уганды, находится у южного подножья гор Рувензори, примерно в 13 км от озера Эдуард. В 2008 году население города составляло 14,900 человек.
Через Мпондве проходит транс-африканский автодорожный маршрут  шоссе Лагос-Момбаса.
16 июня 2023 года на среднюю школа Лхубириха в Мпондве было совершено нападение, в результате которого погибли 42 человека, в том числе 38 учащихся школы. Нападавшими были джихадисты из группировки Союзные демкоратические силы.